# Trnovec
Trnovec (Paliurus) je rod rostlin patřící do čeledě řešetlákovité (Rhamnaceae). Starší málo používané české jméno je čišník.

## Charakteristika
Opadavé nebo řidčeji stálezelené keře nebo nízké stromy. V každé uzlině větví jsou 2 trny vzniklé přeměnou palistů. Listy jsou střídavé, dvouřadě uspořádané, od báze trojžilné, na okraji celokrajné nebo pilovité. Květy jsou drobné, pětičetné, oboupohlavné, žlutavé, v úžlabních nebo koncových vrcholících. Semeník je polospodní, dvou- nebo trojpouzdrý a srůstající s češulí. Plodem jsou oříšky s nápadným křídlatým lemem.
Rod zahrnuje asi 8 druhů a je rozšířen od Středomoří po východní Asii. V Evropě se vyskytuje v celém Středomoří trnovec Kristův (Paliurus spina-christi) a v Řecku endemický druh Paliurus microcarpus.

## Použití
Druh trnovec Kristův (Paliurus spina-christi) je v ČR vzácně pěstován jako velmi teplomilná dřevina odolná vůči suchu. Je to rozkladitý keř 1 až 3 metry vysoký, nápadný především podzimními plody.

Údajně posloužil k zhotovení trnové koruny pro Krista. Má sbírkový význam.